# Чемпіонат Європи з акватлону
Чемпіонат Європи з акватлону проходить з 2011 року.

### Жінки
| №    | Рік  | Спортсменка             | Золото              | Срібло             | [Бронза           |
| ---- | ---- | ----------------------- | ------------------- | ------------------ | ----------------- |
| I    | 2011 | Кельн (Німеччина)       | Ілона Пфайффер      | Генрієтта Грасманн | Гайді Шварц       |
| II   | 2014 | Кельн (Німеччина)       | Тереза Зимов'янова  | Ганна Кітчен       | Магдалена Мельник |
| III  | 2015 | Кельн (Німеччина)       | Ганна Кітчен        | Яна Корадей        | Їтка Рудольфова   |
| IV   | 2016 | Шатору (Франція)        | Валентина Запатріна | Петра Коржикова    | Ганна Кітчен      |
| V    | 2017 | Братислава (Словаччина) | Ганна Кітчен        | Романа Гайдошова   | Жанетт Брагмаєр   |
| VI   | 2018 | Ібіса (Іспанія)         | Б'янка Серенья      | Делія Склабас      | Антоанела Манак   |
| VII  | 2019 | Тиргу-Муреш (Румунія)   | Б'янка Серенья      | Антоанела Манак    | Марта Кропко      |
| VIII | 2021 | Вальхзеє (Австрія)      | Б'янка Серенья      | Івана Курячкова    | Ерін Мак-Конелл   |

### Чоловіки
| №    | Рік  | Спортсмен               | Золото             | Срібло            | Бронза              |
| ---- | ---- | ----------------------- | ------------------ | ----------------- | ------------------- |
| I    | 2011 | Кельн (Німеччина)       | Айк-Карстен Пупкес | Йоганнес Акерманн | Марус Кеніг         |
| II   | 2014 | Кельн (Німеччина)       | Олексій Сюткін     | Дмитро Маляр      | Педру Мендеш        |
| III  | 2015 | Кельн (Німеччина)       | Томаш Свобода      | Дмитро Маляр      | Сергій Курочкін     |
| IV   | 2016 | Шатору (Франція)        | Олексій Сюткін     | Єгор Мартиненко   | Дмитро Маляр        |
| V    | 2017 | Братислава (Словаччина) | Ріхард Варга       | Марк Девай        | Домек Дорнік        |
| VI   | 2018 | Ібіса (Іспанія)         | Сергій Курочкін    | Томаш Свобода     | Самуель Дікінсон    |
| VII  | 2019 | Тиргу-Муреш (Румунія)   | Огнєн Стоянович    | Андреа Секкієро   | Олександр Брюханков |
| VIII | 2021 | Вальхзеє (Австрія)      | Мікеле Бортоламеді | Огнєн Стоянович   | Микита Кацянев      |